# Bardouville
Bardouville é uma comuna francesa na região administrativa da Normandia, no departamento de Sena Marítimo. Estende-se por uma área de 8,6 km². Em 2010 a comuna tinha 643 habitantes (densidade: 74,8 hab./km²).